# Menier-chocoladefabriek

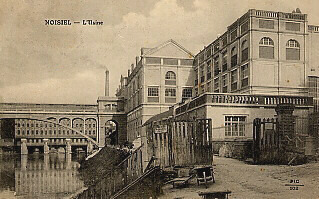
Fabriekscomplex van de Menier Chocoladefabriek in 1911 met de watermolen op de achtergrond.

De Menier-chocoladefabriek is een uit gebruik genomen monumentaal fabriekscomplex van Chocolat Menier in de Franse plaats Noisiel. Belangrijke bouwperiodes dateren uit de tweede helft van de 19e eeuw en de vroege 20e eeuw.

## Watermolen

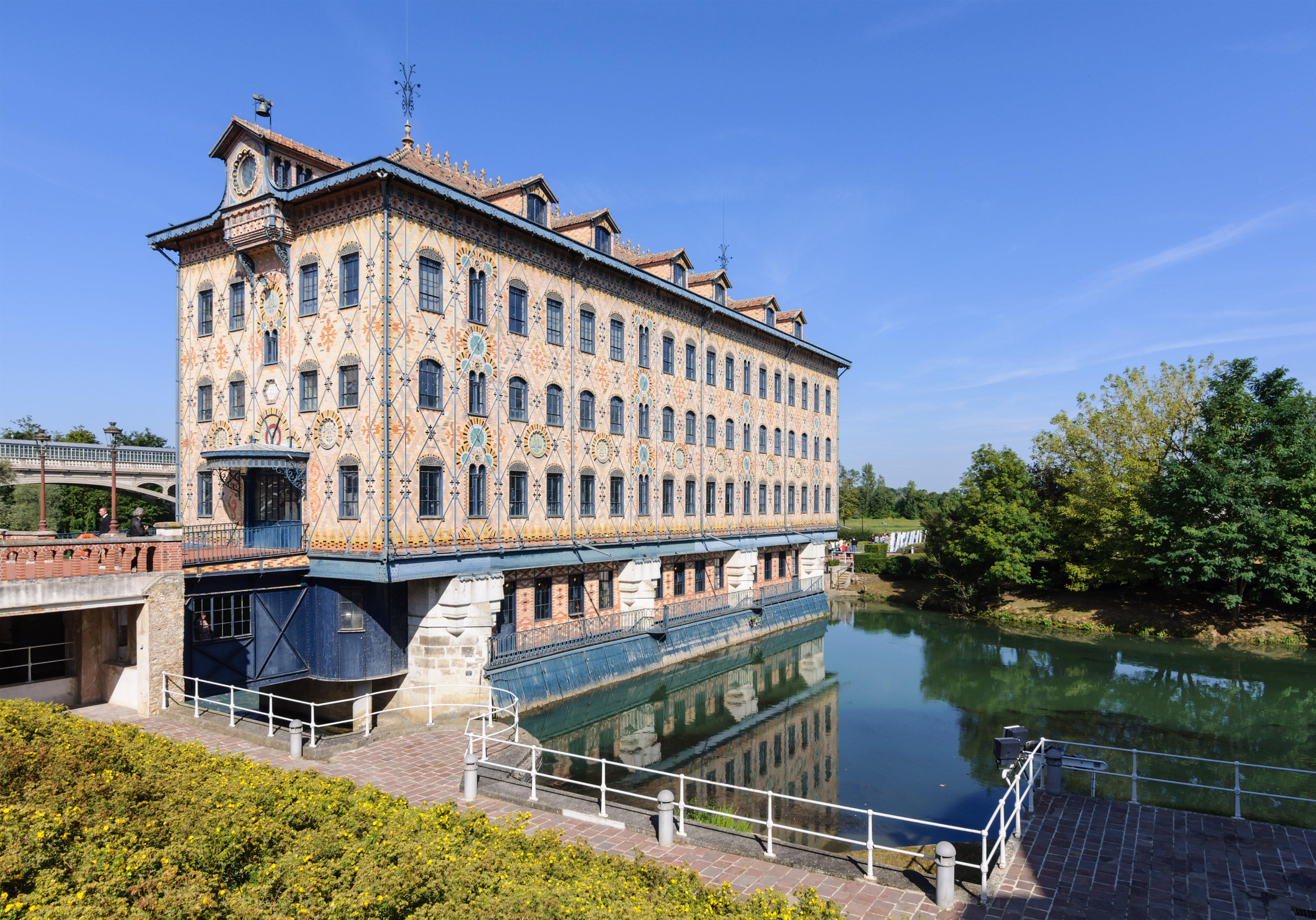
Watermolen van Chocolat Menier.

Het gebouw, genaamd de watermolen, is het enige resterende gebouw van het fabriekscomplex van de voormalige Menier Chocoladefabriek. Het is gebouwd over de rivier, en vernoemd naar de in het gebouw opgenomen watermolen. Het gebouw is rond 1870 ontworpen door de architect Jules Saulnier in opdracht van Chocolat Menier.
Zeer bijzonder is dat er gebruik werd gemaakt van de revolutionaire staalskeletbouw. Dit gebouw kan gezien worden als het begin van het moderne "staalbouwtijdperk". Het staalskelet is traditioneel met baksteen in de gevels opgevuld waarbij een decoratief keramiek is ontstaan. Het gebouw is een monument historique en staat genomineerd voor de Werelderfgoedlijst.